# Чёрный Ключ (Иглинский район)
Чёрный Ключ (баш. Чёрный Ключ) — деревня в Иглинском районе Республики Башкортостан Российской Федерации. Входит в состав Красновосходского сельсовета. 

## География

### Географическое положение
Расстояние до:
- районного центра (Иглино): 102 км,
- центра сельсовета (Красный Восход): 17 км,
- ближайшей ж/д станции (Улу-Теляк): 5 км.

## Население
| 2002 | 2009 | 2010 |
| ---- | ---- | ---- |
| 36   | ↘24  | ↘14  |